# Chiesa di San Lorenzo Martire (Pescantina)
La chiesa di San Lorenzo Martire è un edificio religioso situato nel capoluogo del comune di Pescantina, in provincia e diocesi di Verona.

## Descrizione
Venne edificata verso la metà del XVIII secolo su di un precedente edificio religioso di architettura romanica. Di questo primo edificio poco si sa per via della mancanza di fonti attendibili, ma si ritiene che fosse coeva alla pieve di San Floriano poco distante. Orientata da est ad ovest, come usanza per le chiese costruite in quell'epoca, era divisa in tre navate divise da colonne alternate a pilastri. Venne ricostruita per ovviare alle esigenze di maggior spazio in virtù dell'espansione che Pescantina stava vivendo nei primi anni del 1700 trainata dalla crescita dei commerci. Tuttavia, di questo antico edificio, rimane un troncone deformato.
L'attuale edificio si presenta come una imponente costrizione ad un'unica navata e con 6 cappelle laterali (3 per lato). L'altare maggiore, a cui si accede tramite tre gradini, è situato tra presbiterio e coro.
Riguardo all'attribuzione del progetto vi sono alcuni dubbi. Due epigrafi incastonate all'interno della facciata attribuiscono la realizzazione all'architetto Luigi Trezza ma si è comunque certi che anche Adriano Cristofali aveva redatto un progetto per la chiesa caratterizzato da una base rotonda.
Anche l'antico campanile venne abbattuto, l'attuale venne eretto tra il 1573 e il 1773 su disegno di Giuseppe Barbieri Ampliato ancora del XIX secolo, ora vanta un'altezza di 80 metri, una basa quadrata a due piani., la cella campanaria ospita 12 campane in Si2 + 1 semitono fuse dalla fonderia Cavadini di Verona.